# Queens’ College (Cambridge)
Queens’ College, Kolegium Królowych – jedno z kolegiów należących do Uniwersytetu w Cambridge, w Wielkiej Brytanii, ufundowane w roku 1448.
Podobnie jak wszystkie pozostałe 30 kolegiów, Queens’ jest niezależną, samorządną instytucją, dysponującą własnym majątkiem i samodzielnie pozyskującą fundusze oraz prowadzącą nabór studentów.
Pełna, oficjalna nazwa to: Kolegium Królowej pw. św. Małgorzaty i św. Bernarda, nazywane powszechnie Kolegium Królowych, na Uniwersytecie w Cambridge (The Queen’s College of St Margaret and St Bernard, commonly called Queens’ College, in the University of Cambridge). Nazwa potoczna to Queens’.

## Historia
Inicjatorem powstania kolegium Queens’ był Andrew Dockett – rektor miejscowego kościoła pw. św. Botulfa oraz właściciel i dyrektor (principal) uniwersyteckiego hostelu św. Bernarda. W grudniu 1446 uzyskał, wraz z grupą współpracowników, od Henryka VI akt powołania Kolegium św. Bernarda. Ze względu na zmianę planowanej lokalizacji przyszłego kolegium, 21 sierpnia 1447 uzyskano kolejny akt. Jednak królowa Małgorzata wymogła na mężu uchylenie tej decyzji i powołanie nowego kolegium „dla chwały i uhonorowania kobiet” (to laud and honneure of sexe femenine). Monarcha uległ, dzięki czemu Małgorzata została pierwszą królową fundatorką kolegium w Cambridge. Ostatecznie, 30 marca 1448, królewski akt ustanowił lokalizację dla przyszłego kolegium, które zostało utworzone 15 kwietnia tegoż roku, aktem wydanym przez królową. Otrzymało ono nazwę Queen’s College of St. Margaret and St. Bernard, a jego wykładowcami zostali akademicy mający tworzyć wcześniej Kolegium św. Bernarda.
Andrew Dockett nie był zadowolony ze stanu rzeczy pozostawionego przez Małgorzatę i, korzystając ze swoich wpływów na dworze, skłonił jej następczynię Elżbietę, żonę Edwarda IV do zaangażowania się w sprawy kolegium. 25 marca 1465 król wydał dekret, w którym potwierdził prawa własności Queen’s College do posiadanych gruntów oraz określił kolegium, jako „pozostające pod patronatem Elżbiety, królowej Anglii”. Elżbieta oddała się opiece nad kolegium tak gorliwie, że w nadanym przez siebie pierwszym jego statucie z 10 marca 1475 określiła się jako vera fundatrix („prawdziwa założycielka”). Konsekwencją udziału dwóch królowych w powstawaniu kolegium była późniejsza zmiana pisowni jego nazwy z Queen’s (pol. Królowej) na Queens’ (Królowych). Od tego także czasu przyjęło się, że kolejne królowe Anglii zostają patronkami Queens’ College.
W latach 1506 i 1511–1514 w Queens’ rezydował Erazm z Rotterdamu, zaproszony przez prezydenta Jana Fishera. Wprowadził on do kolegium naukę greki, jednak rozczarowany niewielką liczbą studentów zajął się pracą naukową: w tym czasie powstały jego opracowania greckich wydań Nowego Testamentu (Novum Instrumentum omne) i pism św. Hieronima . W następnych latach kolegium wyróżniło się zaangażowaniem w sprawę reformacji. W trakcie angielskiej wojny domowej członkowie Queens’  opowiedzieli się po stronie króla i w 1642 wsparli go darowizną sreber należących do kolegium. Spadły za to na nie represje: Oliver Cromwell nakazał konfiskatę znacznej części mienia, uwięziony został rektor kolegium – Edward Martin – wraz z grupą wykładowców. W następnym roku złupiona została należąca do Queens’ kaplica.
W 1860 statuty kolegium po raz pierwszy zwolniły, pod pewnymi warunkami, jego członków z obowiązku zachowania celibatu i przyjmowania święceń duchownych. Od 1980 do Queens’ zaczęto przyjmować kobiety.

## Struktura
Społeczność kolegium dzieli się na cztery nieformalne grupy różniące się rolami i obowiązkami:
- Senior Combination Room gromadzi najwyższych rangą członków: prezydenta (będącego głową kolegium) i członków formalnych (Official Fellows), którzy tworzą wspólnie zarząd (Governing Body), a także młodszych pracowników naukowych, zwykle pracujących na czasowych kontraktach. Na członkach formalnych spoczywa wysiłek prowadzenia wykładów i superwizji (czyli prowadzonego w małych grupach regularnego sprawdzania wiedzy i postępów studentów).
- Middle Combination Room gromadzi studentów studiów magisterskich i doktoranckich.
- Junior Combination Room składa się ze studentów studiów licencjackich.
- Departments to urzędnicy i personel obsługujący kolegium.

## Współczesność
Kolegium przyjmuje studentów na wszystkie kierunki dostępne na uniwersytecie. Studenci przyjmowani są niezależnie od kraju pochodzenia. W roku akademickim 2015/2016 w Queens’ studiowało 519 studentów studiów licencjackich, 137 magisterskich i 174 doktoranckich .
Według rankingu Tompkins Table, szeregującego kolegia Uniwersytetu w Cambridge według wyników uzyskiwanych od 1997 na egzaminach przez ich członków (będących studentami studiów licencjackich), Queens’ w 2016 zajęło 6. miejsce – 30,1% jego studentów uzyskało najwyższe noty (Firsts) . Najwyższą (drugą) pozycję zajęło w 1998, a średnia zajmowana pozycja to 8,4.
Roczne koszta utrzymania kolegium w roku akademickim 201/2016 wyniosły 12,68 mln £, a przychód 13,91 mln £. Wartość należących do Queens’ inwestycji – nieruchomości i papierów wartościowych – wynosiła w tymże roku 75,93 mln £ .
Kolegium siostrzanym dla Queens’ w Uniwersytecie Oksfordzkim jest Pembroke College. Ponadto kolegiami siostrzanymi są Ezra Stiles College na Uniwersytecie Yale oraz japoński Uniwersytet Niepubliczny w Osace (ang. Osaka Gakuin University).

## Absolwenci
Absolwentami i członkami Queens’ było między innymi:
- 75 biskupów różnych wyznań
- 54 członków Izby Lordów
- 149 członków Izby Gmin
- 80 członków Royal Society

## Budynki
Kolegium zajmuje teren w centrum Cambridge nad rzeką Cam. Budynki Queens’ zajmują obydwa brzegi rzeki, co jest na Uniwersytecie w Cambridge rzadkością. Obydwa kompleksy zabudowań łączy Most Matematyczny. Od północy kolegium graniczy z King’s College.
Cechą charakterystyczną zabudowy Queens’, odróżniającą ją od pozostałych najstarszych kolegiów, jest budulec: czerwona cegła z minimalnym wykorzystaniem kamienia.

### Stary Dziedziniec (Old Court)
Położony na wschodnim brzegu rzeki Stary Dziedziniec jest najstarszym spośród siedmiu dziedzińców, składających się na główny kompleks zabudowań Queens’. Architektem pierwszych budynków był najprawdopodobniej Reginald Ely . Ich wznoszenie rozpoczęto w 1448 i, z wyjątkiem dachów, dotrwały one w niewiele zmienionej formie do czasów współczesnych. Dziedziniec ma kształt prostokąta z umieszczonymi w każdym z jego rogów wieżami na planie kwadratu. Od strony wschodniej, z ulicy, na fziedziniec prowadzi brama z ośmiokątnymi wieżyczkami w każdym z rogów. Jest to pierwszy przykład zastosowania tej formy architektonicznej w budownictwie uniwersyteckim . Na zachodniej ścianie dziedzińca, naprzeciw bramy umieszczono duży zegar słoneczny. Poniżej zegara znajduje się brama prowadząca na Dziedziniec Krużgankowy (Cloister Court).
W budynku ograniczającym dziedziniec od północy znajduje się Stara Biblioteka (Old Library) – jedna ze 117 bibliotek uniwersytetu, czynna nieprzerwanie od 1448. W posiadaniu Starej Biblioteki znajduje się ponad 20 000 rękopisów i ksiąg pochodzących z XII–XIX wieku. Na wyposażeniu biblioteki pozostają oryginalne średniowieczne pulpity, pełniące obecnie funkcję półek na książki. Inną osobliwością Starej Biblioteki są zachowane oryginalne oprawy nawet najstarszych posiadanych ksiąg. Ozdobą budynku biblioteki są też XIV-wieczne witraże umieszczone w oknach po stronie północnej.

### Most Matematyczny (Mathematical Bridge)

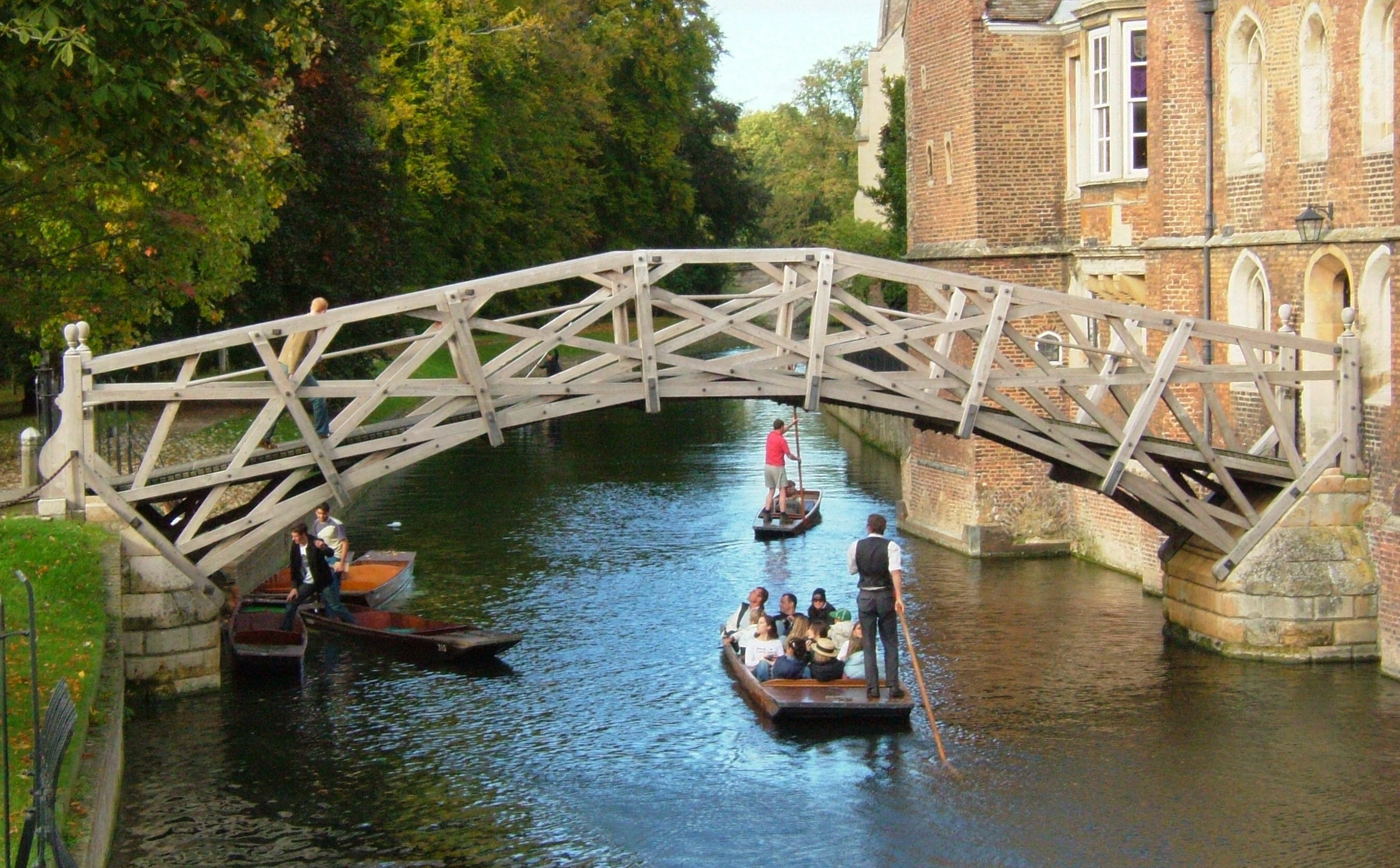
Most Matematyczny (2005)

Ten drewniany most, będący jedną z atrakcji turystycznych Cambridge, został przerzucony nad rzeką Cam w 1749. Choć według legendy budowniczym mostu Matematycznego był Isaac Newton (który zmarł w 1727, a most wzniesiono ponad 20 lat później), w rzeczywistości wybudował go James Essex, według projektu Williama Etheridge’a . Wybudowany w całości z drewna dębowego, łączonego żelaznymi śrubami, łukowy most ma długość ponad 15 metrów. Od strony wschodniej most łączy z dziedzińcem Krużgankowym brama w budynku rektorskim (President’s Lodge) – najstarszym budynku w Cambridge (wzniesionym około 1460), stojącym na brzegu rzeki Cam . W latach 1866–1867 most przebudowano, zastępując prowadzące nań stopnie obecnymi spadami. W 1905 most został rozebrany i postawiony na nowo, tym razem z zastosowaniem drewna tekowego.

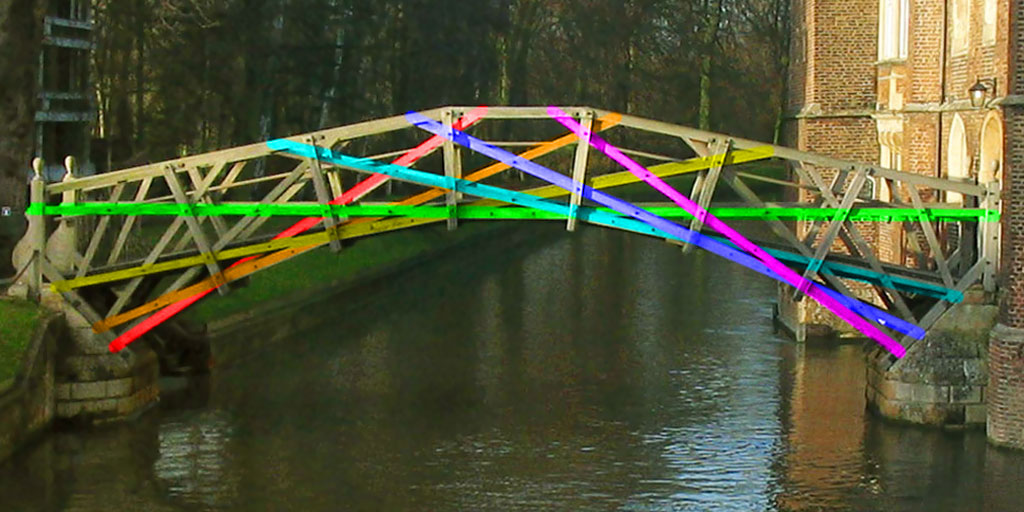
Ułożone stycznie do okręgu elementy kratownicy i łuku zaznaczono kolorem

Nie jest jasne pochodzenie obecnej nazwy mostu. Po raz pierwszy określenie Mathematical Bridge pojawia się w przewodniku po Uniwersytecie w Cambridge z 1803. Nazwa ta odzwierciedla matematyczną regularność i złożoność konstrukcji: drewniane belki tworzące jednocześnie łuk i kratownicę mostu ułożono stycznie do okręgu o promieniu 32 stóp (9,76 m) i zespolono ułożonymi promieniście belkami, między którymi kąt wynosi 1/32 (11,25°) koła .
Z mostem Matematycznym związane są różne legendy. Oprócz wspomnianej wyżej o autorstwie Newtona, legendarną jest również opowieść o tym, że wzniesiony bez użycia metalowych elementów, został swego czasu rozebrany przez członków kolegium, którzy nie potrafili go już złożyć ponownie, musieli więc użyć żelaznych śrub i nakrętek .

## Herb i święci patroni
Patronami kolegium są św. Małgorzata Antiocheńska i św. Bernard z Clairvaux. Oryginalne, pochodzące z 1448, wizerunki obojga świętych umieszczono na sklepionym suficie bramy prowadzącej na Stary Dziedziniec. Ich figury umieszczono w uczelnianej kaplicy.
Swój herb kolegium otrzymało w 1575. Na pełny herb składa się sześciopolowy herb Małgorzaty Andegaweńskiej otoczony zieloną bordiurą, z koroną, hełmem, labrami i klejnotem w postaci orła z rozpostartymi złotymi skrzydłami.